# Никитский, Александр Иванович
Александр Иванович Никитский (1842, Череповец — 1886, Варшава) — русский историк.

## Биография
Родился 25 января (6 февраля) 1842 года в Череповце Новгородской губернии в семье учителя Череповецкого городского училища. Учился в Новгородской гимназии, проявил интерес к истории, во время обучения написал несколько статей для «Новгородских губернских ведомостей». Окончив гимназию в 1860 году с золотой медалью, поступил на историко-филологический факультет Санкт-Петербургского университета. В 1866 году получил кандидатский диплом Киевского университета. С 1868 года работал преподавателем истории в гимназии Императорского Человеколюбивого общества.
С 1870 года Никитский почти ежегодно издавал работу по истории России. Специализировался на истории Новгорода и Пскова XI-XV веков, уделял большое внимание социально-экономической тематике.
В 1873 году защитил магистерскую диссертацию «Очерк внутренней истории Пскова». Работа была удостоена Уваровской премией Академии наук (рецензию написал И. Е. Энгельман). В этом же году он получил приглашение в Императорский Варшавский университет, где на кафедре русской истории сначала стал профессором, а потом и деканом; был исправляющим должность ректора.
В 1879 году защитил докторскую диссертацию «Очерк внутренней истории церкви в Великом Новгороде».
С 1879 года Никитского стало подводить здоровье, он часто стал прерывать курсы лекций и ездить на лечение на юг России. В мае 1886 года, во время экзаменов, заболел очень сильно и осенью, вернувшись из Крыма, скончался в Варшаве 10 (22) ноября 1886 года. Был похоронен на варшавском православном кладбище.
П. Б. Струве написал о нём:

…недостаточно оцененный в роли исследователя, единственный русский учёный последователь Бокля А. И. Никитский.